# Beaver Glacier (glaciär i Antarktis, lat -83,40, long 169,50)
Beaver Glacier är en glaciär i Antarktis. Den ligger i Östantarktis. Nya Zeeland gör anspråk på området. Beaver Glacier ligger 156 meter över havet.
Terrängen runt Beaver Glacier är varierad. Trakten är obefolkad. Det finns inga samhällen i närheten.